# Paracanace oliveirai
Paracanace oliveirai är en tvåvingeart som först beskrevs av Wirth 1956.  Paracanace oliveirai ingår i släktet Paracanace och familjen Canacidae. Inga underarter finns listade i Catalogue of Life.